# North Richland Hills
North Richland Hills est une ville située dans le comté de Tarrant, dans l'État du Texas, aux États-Unis. Lors du recensement de 2010, elle comptait 63 343 habitants.